# Gare de Mol
La gare de Mol (en néerlandais : station Mol) est une gare ferroviaire belge de la ligne 15, d'Anvers à Hasselt située dans la ville de Mol, dans la province d'Anvers en Région flamande.
C'est une gare de la Société nationale des chemins de fer belges (SNCB) desservie par des trains InterCity (IC), Suburbains (S33), d'Heure de pointe (P), Suburbains (S), Heure de pointe (P) et Touristiques (T) (durant les vacances d'été).

## Histoire
La compagnie Grand Central Belge, et née de la fusion de plusieurs réseaux privés exploitant notamment plusieurs lignes transfrontalières vers les Pays-Bas et l'Est de la France, obtient en 1869 la concession d'un chemin de fer surnommé Rhin d'acier reliant Anvers à Mönchengladbach, non loin de Düsseldorf, créant finalement une liaison directe d'Anvers à la Ruhr via la province de Limbourg, aux Pays-Bas. Un tracé comparable avait été envisagé en 1806 pour un projet de canal soutenu par Napoléon Ier mais abandonné après la défaite de 1815 et la révolution belge de 1830. Cette liaison avait finalement vu le jour sous la forme du chemin de fer d'Anvers à Cologne, construit de 1835 à 1843 mais passant par Liège en raison des rapports conflictuels entre la Belgique et les Pays-Bas. Le principal actionnaire du Grand Central est la Société générale de Belgique.
Selon l'arrêté royal du 19 mars 1875 et la convention du 13 novembre 1876, l'Administration des chemins de fer de l'État belge, qui avait finalement renoncé au système des chemins de fer concédés à des compagnies privées pour l'extension du réseau ferré, missionne la Société anonyme de construction de chemins de fer, financée par la Banque de Belgique, pour réaliser deux lignes secondaires une région du Brabant et du Limbourg, jusqu'ici peu desservie par le chemin de fer. Une ligne doit relier Tirlemont à Mol, via Drieslinter, Diest, Tessenderlo et Bourg-Léopold avec un embranchement de Drieslinter à Saint-Trond et Tongres. Cette société avait été missionnée pour la construction de nombreuses voies ferrées après le rachat de la Société générale d'exploitation de chemins de fer et de lignes, encore à construire, concédées à cette société et aux firmes de Simon Philippart. Dans le cas des lignes menant à Mol et Tongres, l’État belge devait reverser une rente annuelle à la Banque de Belgique pendant 90 ans, option en partie remplacée par le paiements en titres de la dette publique (bons du Trésor à intérêts).
La gare de Mol, gérée conjointement par l'État belge et le Grand Central, doit constituer le point de rencontre de ces deux lignes.
La section de Herentals à Mol du Rhin d'acier est mise en service le 27 mai 1878 et la section de Mol aux Pays-Bas et à la frontière allemande est complétée le 2 juin 1879 ; le reste de la ligne vers Anvers est déjà construit par les précurseurs du Grand Central. C'est également le 27 mai 1878 que l’État belge réceptionne la ligne vers Diest et Tirlemont.
Déjà amputé de sa ligne d'Anvers à Rotterdam, le Grand Central belge est nationalisé en 1897. Les Chemins de fer de l’État belge deviennent la SNCB en 1926. La découverte de gisements de charbon dans le Limbourg belge pousseront à la création de nouveaux chemins de fer charbonniers, achevés en 1925 et donnant à la ligne 15 vers Bourg-Léopold sa physionomie actuelle tandis que le trafic vers Diest et Tirlemont périclite peu à peu, ces lignes étant par la suite fermées. La gare de Mol verra passer un important trafic de charbons en direction d'Anvers.
La section de Mol à Neerpelt et à la frontière des Pays-Bas perd ses derniers trains de voyageurs en 1953-1957. Ayant déjà électrifié la ligne 15 entre Anvers et Lier en 1981 et rétabli une desserte passagers jusque Neerpelt en 1978, la SNCB électrifie la gare de Mol en 2015, puis met sous caténaire l'ensemble de la ligne 19 jusqu'à la gare de Hamont, juste avant la frontière hollandaise, en 2021. En 2023, c'est la ligne 15 entre Mol et Hasselt qui est à son tour électrifiée.

## Service des voyageurs

### Accueil
Gare SNCB, elle dispose d'un bâtiment munis de guichets, accessibles tous les jours, et d'un automate pour la vente des billets. Un parking pour les voitures et une très grande aire de parcage pour les vélos se trouve à proximité.
Les quais rehaussés sont pavés et accessibles par un tunnel sous voies.

### Desserte
Mol est desservie par des trains InterCity (IC), Suburbains (S33), d'Heure de pointe (P) et Touristiques (T) de la SNCB circulant sur la ligne commerciale 15 : Anvers - Lierre - Mol - Hasselt (voir brochure SNCB de la ligne 15).

#### Semaine
La desserte est constituée : 
- de trains IC-10 reliant Anvers-Central à Bourg-Léopold et Hasselt ou Hamont via Mol, toutes les heures (à Mol, ces trains sont divisés en deux, une partie repart vers Hasselt, l'autre vers Hamont) ;
- de trains de la ligne S33 du réseau S anversois circulant entre Anvers-Central et Mol (toutes les heures) ;
- de deux trains P de Mol ou Neerpelt à Bruxelles-Midi via Malines (le matin, dans l’autre sens en fin d’après-midi).

#### Week-end et fériés
La seule desserte régulière est constituée par les trains IC-10, circulant comme en semaine.
- Le dimanche, en fin d'après-midi, il existe deux trains P reliant Hamont ou Mol à Sint-Joris-Weert (près de Louvain) et un autre train P reliant Hamont à Mol (ils ne circulent pas durant les congés).

#### Vacances
Durant les vacances d'été, un train T surnommé "côte express" relie, en semaine comme le week-end, Neerpelt à Blankenberge, le matin, et effectue le trajet inverse en fin d'après-midi. Il permet également d'atteindre Malines, Termonde, Gand et Bruges.

### Patrimoine ferroviaire
Construit par le Grand Central belge, le bâtiment de la gare, datant de 1878, a été démoli en 2010. Ceux, voisins, de Neerpelt et Geel, existent toujours et ont les mêmes dimensions que celui de Mol, tandis que celui de la gare d'Olen est plus court.
Ce vaste bâtiment est dû aux architectes du Grand Central Belge qui mettent au point un modèle de gare standard. Au moins 15 de ces gares furent construites, notamment à Neerpelt, Hamont ou encore Jamioulx et Ham-sur-Heure.
Il s'agit d'un long bâtiment sans étage comprenant entre 8 et 26 travées selon les besoins (la gare de Mol en comportait 13) sous bâtière longitudinale qui se verra parfois gratifié d'un second étage de trois travées sous toiture à croupes servant de logement de fonction (c'est le cas à Mol, qui reçoit une partie à étage vers 1900).
Le pignon est recouvert de rampants de pierre et il existe des motifs en ferronnerie sur les crossettes et le pinacle ainsi qu’un oculus largement dimensionné et entouré de pierre surplombe un bandeau de pierre sous lequel se prolonge le fronton des parois longitudinales. Ce fronton est décoré d'une frise en briques munie d'arceaux et chaque travée des parois longitudinales est bordée par un lésène de brique aux motif de bande lombarde caractéristique du Grand Central Belge. Un cordon de pierre court au niveau des seuils des fenêtres du rez-de-chaussée. Les arcs bombés des ouvertures (qui sont toutes des portes sauf au niveau du logement de fonction qui se trouve à une extrémité) sont surmontés d'une clé en pierre et il existe des pilastres d'angle en brique à bossages de pierre.
En 2010, après la construction du nouveau bâtiment, l'ancien bâtiment de la gare de Mol a été démoli. Le parking des vélos se trouve à son emplacement.

## Comptage voyageurs
Ce graphique et tableau montre le nombre de voyageurs embarquant en moyenne durant la semaine, le samedi et le dimanche.
| Nombre de passagers qui embarquent à la gare de Mol | Nombre de passagers qui embarquent à la gare de Mol | Nombre de passagers qui embarquent à la gare de Mol | Nombre de passagers qui embarquent à la gare de Mol |
|                                                     | Semaine                                             | Samedi                                              | Dimanche                                            |
| --------------------------------------------------- | --------------------------------------------------- | --------------------------------------------------- | --------------------------------------------------- |
| 1977                                                | 945                                                 | 254                                                 | 429                                                 |
| 1978                                                | 1 419                                               | 630                                                 | 870                                                 |
| 1979                                                | 1 442                                               | 737                                                 | 947                                                 |
| 1980                                                | 1 570                                               | 804                                                 | 1 053                                               |
| 1981                                                | 1 502                                               | 495                                                 | 913                                                 |
| 1982                                                | 1 610                                               | 581                                                 | 996                                                 |
| 1983                                                | 1 577                                               | 579                                                 | 1 040                                               |
| 1984                                                | 1 399                                               | 564                                                 | 802                                                 |
| 1985                                                | 1 485                                               | 601                                                 | 742                                                 |
| 1986                                                | 1 622                                               | 651                                                 | 1 142                                               |
| 1987                                                | 1 486                                               | 541                                                 | 686                                                 |
| 1988                                                | 1 206                                               | 579                                                 | 879                                                 |
| 1989                                                | 1 099                                               | 507                                                 | 620                                                 |
| 1990                                                | 1 090                                               | 573                                                 | 769                                                 |
| 1991                                                | 1 405                                               | 533                                                 | 684                                                 |
| 1992                                                | 1 416                                               | 595                                                 | 770                                                 |
| 1993                                                | 1 387                                               | 588                                                 | 691                                                 |
| 1994                                                | 1 567                                               | 714                                                 | 1 031                                               |
| 1995                                                | 1 559                                               | 773                                                 | 1 062                                               |
| 1996                                                | 1 717                                               | 827                                                 | 1 168                                               |
| 1997                                                | 2 120                                               | 936                                                 | 976                                                 |
| 1998                                                | 2 276                                               | 971                                                 | 1 293                                               |
| 1999                                                | 1 547                                               | 737                                                 | 1 298                                               |
| 2000                                                | 2 153                                               | 994                                                 | 1 218                                               |
| 2001                                                | 1 329                                               | 712                                                 | 904                                                 |
| 2002                                                | 1 621                                               | 828                                                 | 1 170                                               |
| 2003                                                | 1 653                                               | 786                                                 | 789                                                 |
| 2004                                                | 1 615                                               | 754                                                 | 864                                                 |
| 2005                                                | 2 015                                               | 876                                                 | 1 182                                               |
| 2006                                                | 1 785                                               | 894                                                 | 1 176                                               |
| 2007                                                | 2 206                                               | 1 032                                               | 1 266                                               |
| 2008                                                | -                                                   | -                                                   | -                                                   |
| 2009                                                | 2 193                                               | 837                                                 | 853                                                 |
| 2010                                                | -                                                   | -                                                   | -                                                   |
| 2011                                                | -                                                   | -                                                   | -                                                   |
| 2012                                                | 2 042                                               | 1 057                                               | 1 376                                               |
| 2013                                                | 1 785                                               | 1 759                                               | 1 571                                               |
| 2014                                                | 1 830                                               | 1 082                                               | 1 598                                               |
| 2015                                                | 2 033                                               | 819                                                 | 1 022                                               |
| 2016                                                | 1 920                                               | 778                                                 | 1 163                                               |
| 2017                                                | 2 220                                               | 954                                                 | 1 142                                               |
| 2018                                                | 2 354                                               | 943                                                 | 1 090                                               |
| 2019                                                | 2 186                                               | 1 450                                               | 1 578                                               |
| 2020                                                | 1 611                                               | 1 045                                               | 873                                                 |
| 2021                                                | -                                                   | -                                                   | -                                                   |
| 2022                                                | 2 545                                               | 1 223                                               | 1 259                                               |
| 2023                                                | 2 330                                               | 1 226                                               | 1 357                                               |
| 2024                                                | 2 588                                               | 1 033                                               | 1 181                                               |

Galerie de photographies
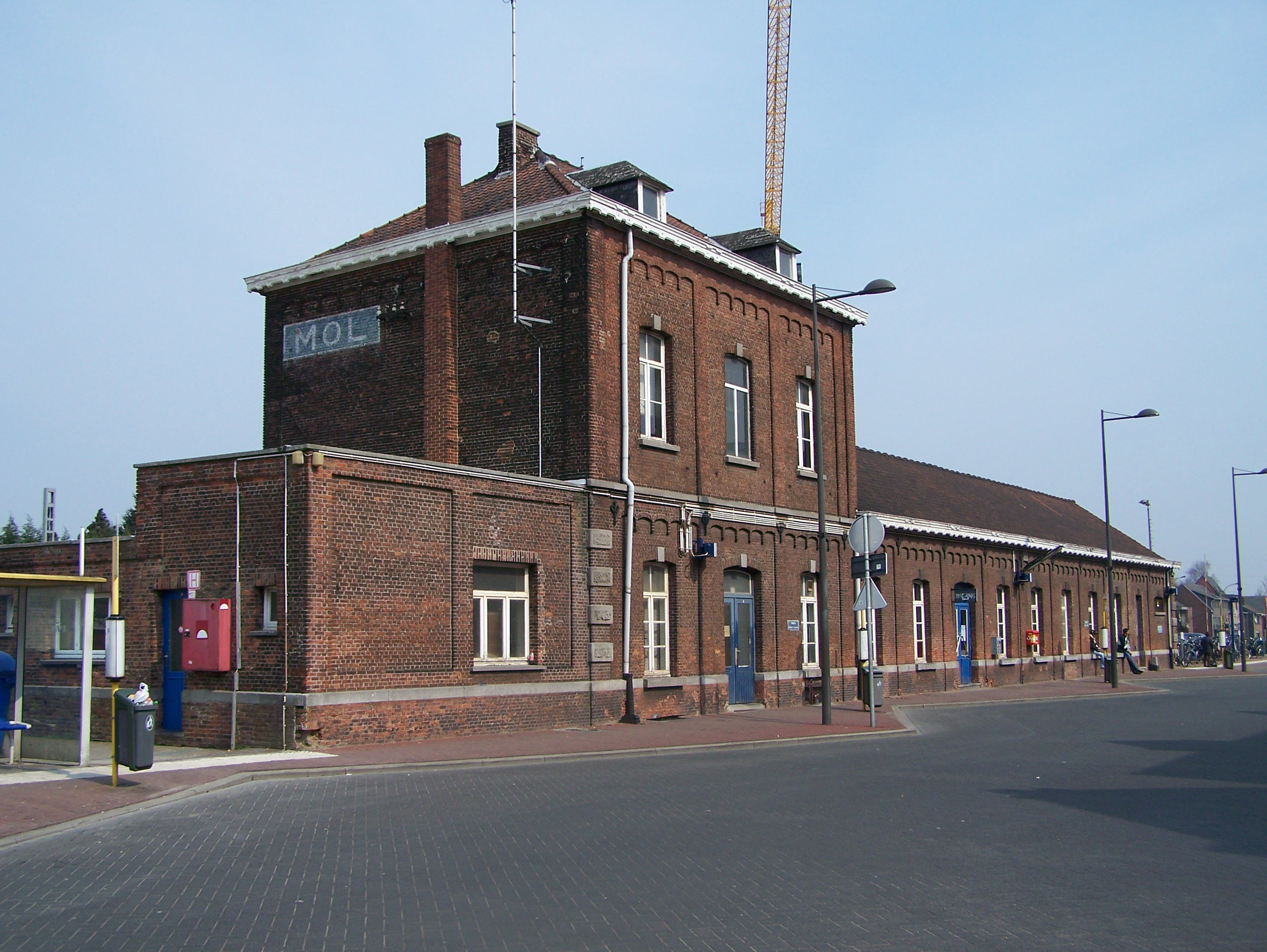
Le bâtiment de 1878, trois ans avant sa démolition.
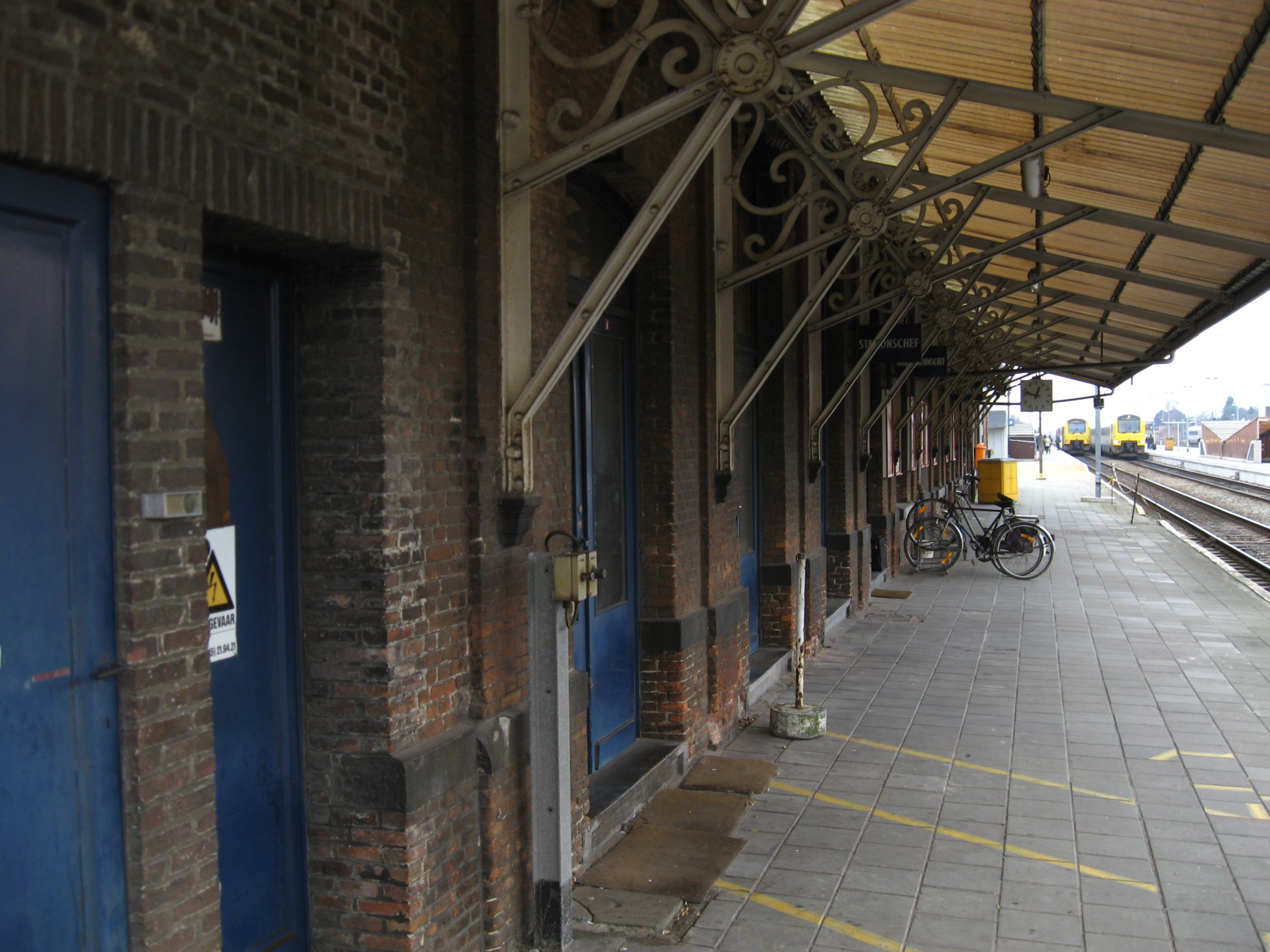
Marquise de quai (2007).
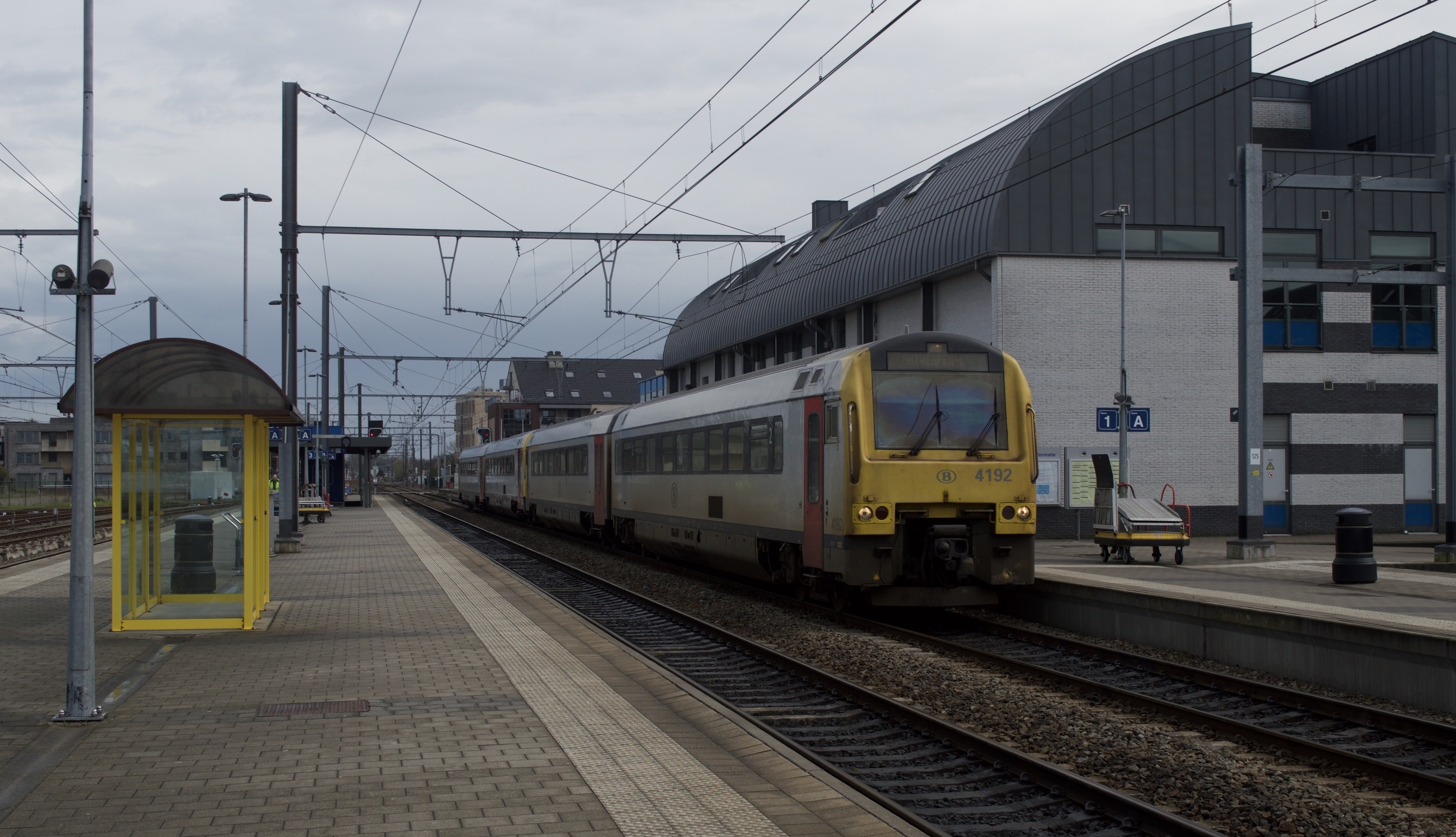
Train en gare (2018).
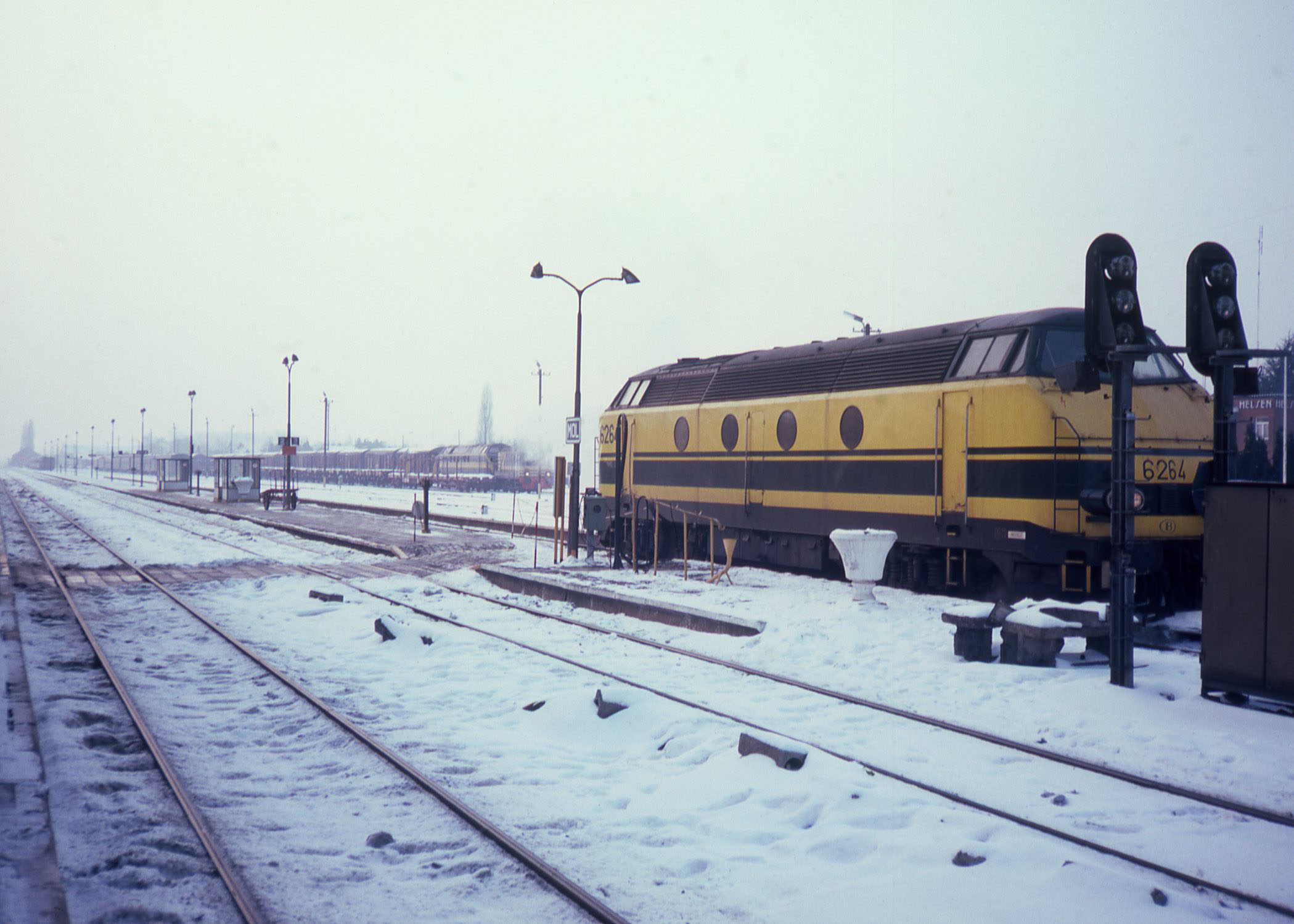
Gare et trains sous la neige (1985).